# 拟海蕾
拟海蕾（學名：Parablastoidea）是一类已灭绝的棘皮动物，生存于奥陶纪，化石主要產於北美。拟海蕾的外觀類似有莖（柄）的海星，利用莖固著在海底基質上。莖上連接萼部，萼呈梨形，由許多骨板（萼板）組成。口位於萼部口面中央，5條步帶以口為中心像花瓣一樣輻射出，上有腕羽。步帶為蓋板所覆蓋，步帶板間有間輻板共5塊。反口面除底板、輻板各5塊外，尚有5對雙腕板和許多間腕板。

## 屬
本綱包括以下屬：
- Blastocystis
- Blastoidocrinus
- Cambroblastus
- Eurekablastus
- Meristoschisma
- Pachyocrinus
- Parabolablastus